# Мессина, Франческо
Франческо Месси́на (итал.  Francesco Messina, 15 декабря 1900, Лингуаглосса, Катания — 13 сентября 1995, Милан) — известный итальянский скульптор XX века. Создавал скульптурные портреты, станковые скульптуры, графические произведения (пастели, рисунки, литографии). Был представителем реализма.

## Жизнеописание
Родился в провинции Катания в небогатой семье. С 8 лет пришёл в мастерскую скульптора, который делал надгробия. В 12 лет начал заниматься в Школе рисунка, а также самообразованием. Перебрался на промышленно развитый север Италии, в город Генуя, где продолжил работать в мастерской скульптора Дж. Сканци, мастера надгробий.
С 1932 года участвовал в выставках и получил первые положительные отзывы художественной критики. Имел признание как на итальянских, так и на международных выставках. Использовал различные материалы (терракота, гипс, бронза). Любимым материалом скульптора стала бронза, которую почитали в Италии со времен Древнего Рима. Охотно создавал образы детей, подростков («Мальчик у моря», «Беатриче», «Давид», «Пловец»). Реалистичные бронзы Мессины необычайно полно воспроизводят пластическую красоту человеческого тела, напоминая шедевры мастеров итальянского возрождения или Древней Греции.

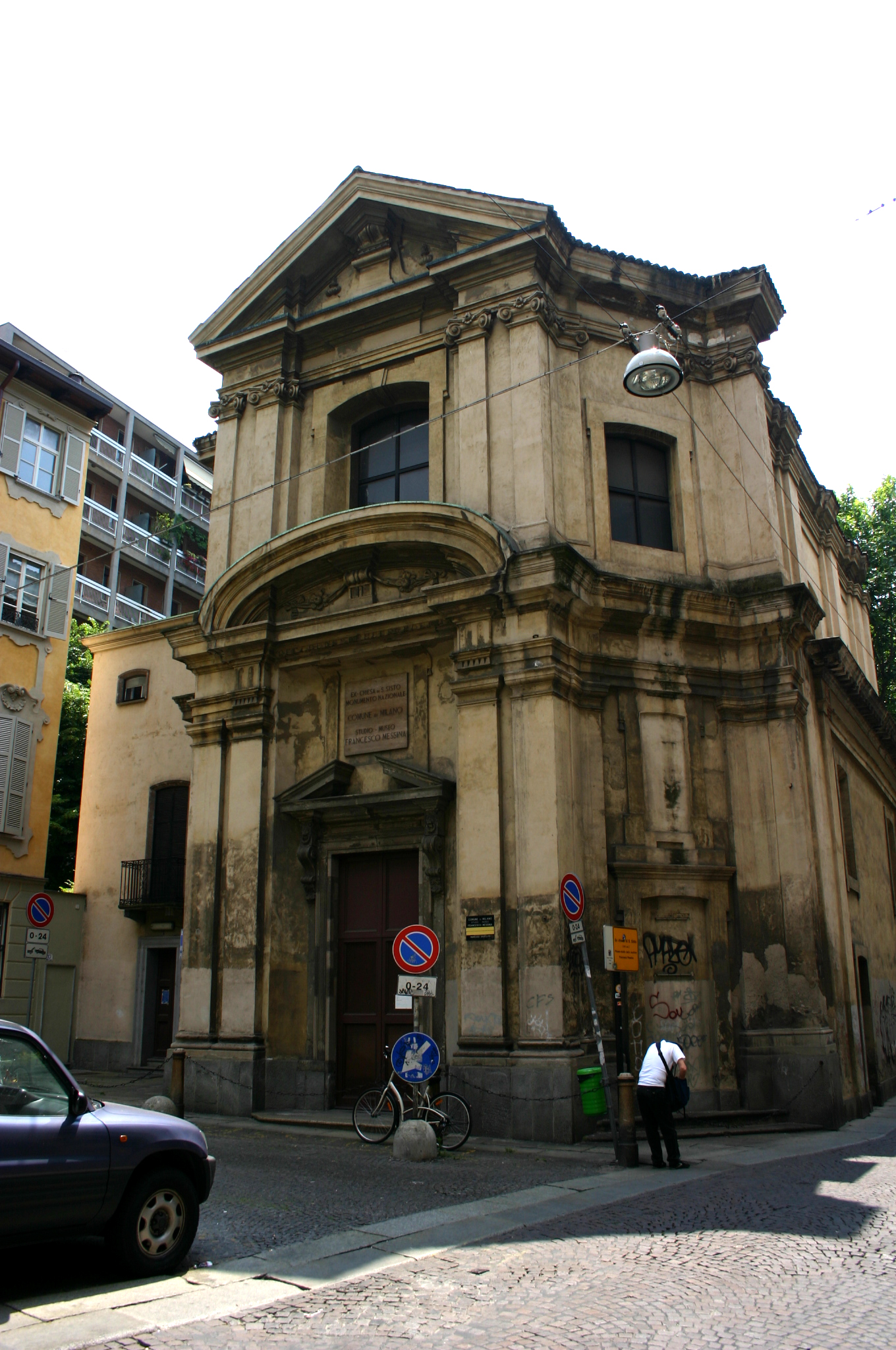
Церковь Сан-Систо, Милан, теперь музей скульптора

Как и многие современные мастера, выполнял серии скульптур (лошади, балет и т. д.).
В 1942 году получил премию на международной выставке биеннале в городе Венеция. Произведения скульптора украсили музеи, церкви, площади разных стран мира.
Путешествовал по странам Западной Европы. Перебрался в Милан, известный промышленный и художественный центр современной Италии. Международное признание скульптора заставило администрацию Художественной Академии Брера пригласить скульптора на должность преподавателя и заведующего кафедрой скульптуры. Позже он стал директором учебного заведения. В старой, заброшенной церкви Милана (Сан-Систо, построена в 1594 году) оборудовал свою мастерскую. Отреставрированную на его средства церковь с коллекцией скульптур передал в дар Милану, где и был создан музей скульптора.
В связи с параличом руки в преклонном возрасте, оставил работу скульптора и занимался только графикой. Писал стихи, напечатал несколько поэтических сборников и книгу воспоминаний.
Умер в Милане 13 сентября 1995 года.

## Избранные произведения
- Влюбленная пара, 1928
- Портрет художника Пьера Маруссига, 1929
- Писатель Умберто Саба.
- Автопортрет, 1932
- Рыбалка, 1932
- Портрет Сальваторе Квазимодо, 1936
- Бьянка, 1938
- Портрет Массимо Лели
- Портрет Марии-Лауры
- Портрет Рафаэля Кальцини, 1948
- Ева, 1949
- Сандра
- Бюст Джакомо Пуччини, 1958
- Беатриче, 1959
- Адам и Ева, 1959
- Портрет Ерметра
- Бюст Пьетро Масканьи, 1963
- Монумент Пию XII, Ватикан, собор Святого Петра, 1963
- Танцовщица Аида Акколь, 1967
- Монумент Пию XI, Милан, Собор, 1968
- Хироко, 1977
- Клара Фрачи, 1977